# Medalha Treviranus
A Medalha Treviranus (em alemão:  Treviranus-Medaille) é um prêmio destinado a pesquisadores dedicados à explanação pública das ciências biológicas.

## História
O termo biologia foi cunhado pelo médico de Bremen Gottfried Reinhold Treviranus (1776–1837). Em sua memória a Associação dos Biólogos e Sociedades Profissionais dos Biocientistas da Alemanha (Verband deutscher Biologen und biowissenschaftlicher Fachgesellschaften - vdbiol) concede desde 1994 esta condecoração a personalidades que prestaram serviços relevantes ao público, em especial direcionado à biologia.

## Recipientes
- 1994 Paul Präve (presidente da vdbiol 1983–88), Frankfurt-Hoechst
- 1996 Hubert Markl, Konstanz
- 1997 Dieter Rodi, Schwäbisch Gmünd
- 1998 Manfred Gärtner, Dresden
- 1999 Horst Bayrhuber, Kiel e Wieslaw Stawinski, Cracóvia, Polônia
- 2000 Ernst-Ludwig Winnacker, Bonn
- 2001 Wilhelm Barthlott, Bonn e Roland Hedewig, Kassel
- 2002 Detlev Ganten, Berlim e Ilse Jahn, Bremen
- 2003 Ernst Mayr, Cambridge, Massachusetts, Estados Unidos e Ernst Peter Fischer, Konstanz
- 2004 Werner Nachtigall, Saarbrücken
- 2005 Josef H. Reichholf, Munique
- 2006 Bert Hölldobler, Würzburg
- 2008 Günter Tembrock, Berlim
- 2009 Peter Sitte, Freiburg
- 2011 Holger Zinke, Zwingenberg[1]
- 2013 Erwin Beck, Bayreuth